# Sint-Willibrorduskerk (Olmen)

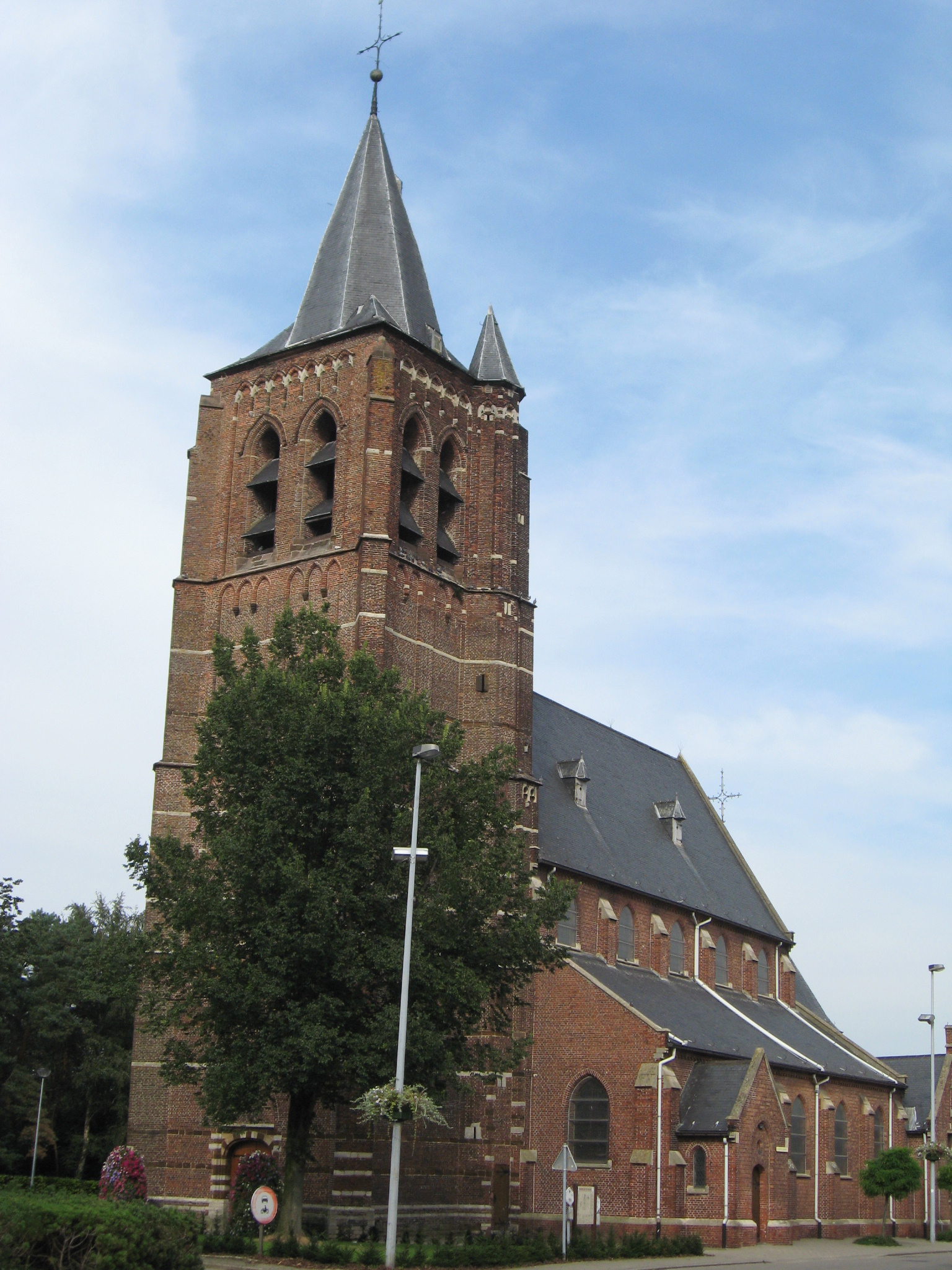
Sint-Willibrorduskerk

De Sint-Willibrorduskerk is de parochiekerk van Olmen.

## Gebouw
Omstreks 1500 werd hier een kerk gebouwd in Kempense gotiek. In 1890 werd deze kerk vervangen door een neogotische kerk naar ontwerp van Pieter Jozef Taeymans. De gotische toren bleef hierbij behouden. Ook in het koor zijn nog gedeelten van de gotische voorganger te herkennen.
De toren heeft vier geledingen en een ingesnoerde spits. De ingangsdeur wordt omlijst door witte steen en ijzerzandsteen uit de omgeving van Diest. De drie bovenste geledingen zijn versierd met spaarvelden en spitsboogfriezen. Een vijfhoekige traptoren is te vinden op de zuidoosthoek van de toren.

## Interieur
Het grootste deel van het kerkmeubilair is neogotisch en stamt uit de bouwtijd van de kerk. Er is een 18e-eeuwse marmeren doopvont. Beelden zijn er uit de 16e-20e eeuw. De oudste zijn een Onze-Lieve-Vrouw met Kind (eind 16e eeuw), Jezus aan het Kruis en Sint-Willibrordus (eind 17e eeuw) en Sint-Lucia (18e eeuw). Van de schilderijen kunnen worden genoemd: Relieken van het Heilig Kruis (17e eeuw) en Sint-Willibrordus (1723).
De glas-in-loodramen zijn vervaardigd in het atelier Calders-Elaerts.